# 河東真実
河東 真実（かわひがし まみ、1983年5月8日 - ）は、日本の元子役。

## 来歴・人物
- 1990年代半ばから後半にかけて子役として活躍した。
- 活動当時は劇団東俳[1]に所属していた。

## 出演作品
テレビドラマ
- グッドモーニング 第7話（CX, 1994年8月25日）[3]
- 若者のすべて（CX, 1994年12月21日）- 文房具店前の通行人の子供 役
- 忍者戦隊カクレンジャー 第47話（ANB, 1995年1月13日）- のぞみ 役
- 超力戦隊オーレンジャー 第19話・第22話（ANB, 1995年7月7日・7月28日）- 美雪 役
- HOTEL 第4シリーズ 第23話『11歳の新婚さん!?』（TBS, 1995年9月14日）
- また家族にしてね　小さな命の灯を消さないで！（CX, 1996年5月31日）- 村井 マリ 役
- BS日曜ドラマ 春燈 第2話（NHK BS2, 1997年10月5日）

映画
- 学校の怪談（監督：平山秀幸, 1995年7月8日公開）

VHS作品
- 学校教育用ビデオ 地球の秘密（1996年3月20日発売）[4]　※声優としての出演

舞台
- おしん（1996年9月）

テレビCM
- NTT「ボイスワープ」（1996年）